# Cetate, Dolj
Cetate este satul de reședință al comunei cu același nume din județul Dolj, Oltenia, România. Se află în partea de sud a județului, în Lunca Dunării.

## Personalități
- Adriana Dinescu Mărăcinescu (1942 - 2023), magistrat
- Mioara Veronica Tamaș (1935 - 2019), scriitoare